# 3917 Franz Schubert
3917 Franz Schubert este un asteroid din centura principală, descoperit pe 15 februarie 1961 de Freimut Börngen.